# Ленора Бел
Ленора Бел (на английски: Lenora Bell) е американска писателка на произведения в жанра исторически любовен роман.

## Биография и творчество
Ленора Бел е родена в малко изолирано градче в Югоизточна Аляска, САЩ. Майка ѝ е пианистка. Има брат и сестра. Тъй като в градчето, където израства, има добра библиотека, от малка е запалена читателка и мечтае да бъде писателка. Получава магистърска степен по творчеко писане от университета на Портланд. След дипломирането си работи като преподавателка по английски език и литература на пет континента, включително в Боливия, Тайланд, Виетнам, Китай, Франция и Австралия. Участва в неуспешно литературен конкурс с първия си роман, но се запознава с писателките Теса Деър и Кортни Милан, които я насърчават да продължи да пише. През 2014 г. печели наградата „Златно сърце“ на Асоциацията на писателите на романтична литература за най-добър непубликуван исторически любовен роман с ръкописа „Шарлийн и фабриката на херцогинята“ (работно заглавие), което дава старт на писателската ѝ кариера.
Първият ѝ роман „Покоряването на херцога“ от поредицата „Позорните херцози“ е издаден през 2016 г. В историята, херцогът на Харланд, Джеймс, търси булка с безупречна репутация за чисто бизнес споразумение. Шарлийн Бекет, незаконна дъщеря на граф и куртизанка, трябва да се представи за своята полусестра, лейди Доротея, и да спечели предложението на херцога срещу обещание за богатство. Но любовта и страстта имат свои правила.
През 2018 г. е издаден романът ѝ „Да превъзпиташ херцог“ от поредицата „Училище за херцози“. Умната, смела и привлекателна мис Мари Пъркинс става гувернантка на непокорните близнаци на Едгар Рочестър, херцог на Банксфорд. Тя обаче трябва да контролира не само синовете, но и техния баща.
Запознава със съпруга си, когато го наема като дърводелец, за да ремонтира къща ѝ от 1880 г. в Портланд. Ленора Бел живее със семейството си в Портланд.

## Произведения

### Поредица „Позорните херцози“ (Disgraceful Dukes)
1. How the Duke Was Won (2016)[1][2][3]
Покоряването на херцога, изд.: „Санома“, София (2020), прев. Яна Лекарска
2. If I Only Had a Duke (2016)
Опасният херцог, изд.: „Санома“, София (2021), прев. Яна Лекарска
3. Blame It on the Duke (2017)
Херцогът виновник, изд.: „Санома“, София (2021), прев. Яна Лекарска

### Поредица „Училище за херцози“ (School for Dukes)
1. What a Difference a Duke Makes (2018)[1][2][3]
Да превъзпиташ херцог, изд.: „Санома“, София (2022), прев. Яна Лекарска
2. For the Duke's Eyes Only (2018)
Дуел на сърца, изд.: „Санома“, София (2022), прев. Яна Лекарска
3. One Fine Duke (2019)

### Поредица „Уолфлауърс срещу мошенниците“ (Wallflowers vs Rogues)
1. Love Is a Rogue (2020)[1][2][3]
2. The Devil's Own Duke (2021)
3. Duke Most Wicked (2022)

### Поредица „Клуб „Тъндърболт“ (Thunderbolt Club)
1. You're the Duke That I Want (2023)[1][2]